# 沈肇州
沈肇州（1858年2月25日—1929年3月18日），名其昌，字肇州，號紹周，別號聆音散人，崇明派（瀛洲派）琵琶傳人。祖籍江蘇崇明，生於海門陳三和橋，父為沈國柱。
12歲時，其父延師教授琵琶、二胡，後師從黄秀亭習琵琶。
曾參加海門直隸廳府試為童生，1880年，22歲，應鄉試，中秀才，為海門、久隆等地為塾師。
1916年1月，應聘於江苏代用师范学校（今通州師範學校），為國樂教員。同年刊行《音樂初津》和《瀛洲古調》，《音樂初津》選錄《老板》、《蘇合》等5首供初學的曲目，《瀛洲古調》為黃秀亭所傳《飛花點翠》、《十面埋伏》等45首琵琶曲的初次刻刊，該書自序寫道「今學校重國樂，士大夫亦間有喜古音節者，就予所得，公諸同好，庶使曲有所本，法有所取，流傳以不墜也與」。
約1917年5月，應南京高等師範學校校長江謙之聘出任國樂教員，後來兼任河海工程學校教員。
1918年秋，孫中山到上海，延請沈肇州赴上海莫利哀路寓所晤談並演奏。1920年，百代公司灌錄《漢宮秋月》、《昭君怨》、《十面埋伏》3張唱片，為中國最早錄製的琵琶唱片。
1922年初春退休並定居於海門。
1929年3月18日逝世，得年71歲。
《青年百科知识文库》把他列入“世界著名音乐家”；《海门县志》把他列入“海门名人”章节。

## 影響
沈肇州雖然不彈古琴，但其學生徐立孫、程午嘉等人皆從王燕卿的習琴。徐立孫在1929年南通梅庵琴社成立之時表示「紀念兩師（王燕卿和沈肇州），以古琴為主，琵琶副焉」，沈肇州的琵琶藝術為梅庵琴社的重要組成。

## 重要學生
- 徐立孫
- 程午嘉
- 劉天華[6]
- 沈紫若
- 黄康屯
- 黄铭新